# 장 (중국 성씨)
장(張[zhāng], 章[zhāng], 莊[zhuāng], 蒋 [Jiǎng])은 중국의 성씨이다.

## 張
장(張, Zhang) 성은 중국 국가 통계국의 2010년 제6차 전국인구일제조사(第六次全國人口普査)에서 약 8,480만 명으로 조사되었다. 중국 성씨 인구 순위 3위이며, 중국 인구의 7.07%를 차지한다. 산동, 하북, 하남, 사천을 비롯하여 분포도가 광범위하다. 중국의 한족과 소수민족의 성씨로 중화인민공화국, 중화민국, 동남아시아, 북아메리카 등 다양한 지역에 1억명 이상으로 분포하고 있다. 장(張)씨는 타이완 원주민과 중국 소수민족이 많이 사용하는 성씨로, 최소 타이완 장씨의 30% 정도는 원주민들이라고 한다.
장(張)씨의 황제 아들 청양(靑陽)이 휘(暉)를 낳았고 호성(弧星, 아홉개의 별)을 보고서 활과 화살을 제작, 호성(弧星)을 주관하여 제사하고 성을 장(張)씨라 하였다고 전한다. 장의(張儀)는 진(秦)나라 재상으로 선조 미상이다. 장량은 한(韓)나라 유민 출신으로 한(韓)이 진(秦)에게 패망하자 장(張)씨로 개성하였다. 삼국시대 장료(張遼)는 유목 민족 출신으로 섭(聶)씨였으나, 장(張)씨로 개성하였다. 장맹담(張孟談)은 조(趙)나라의 개국공신, 장건은 한(漢)나라 무제 때 실크로드 개척자, 장비는 촉한(蜀漢)의 무장이다. 장궤(張軌)는 5호 16국 때 전량(前涼)의 군주이다.

## 蔣
장(蔣, 병음 : Jiang)씨의 득성(得姓) 근원은 중국 춘추시대의 주나라 주공(周公)의 셋째 아들 백령(伯齡)이 하남성(河南省) 기사현(期思縣)을 장국(蔣國)으로 하사 받아 국명을 성(姓)으로 삼았다고 한다. 
인물로는 삼국시대 장완, 중화민국의 국가원수 장제스가 있다.

## 章
장(章, 병음 : Zhang)씨는 주나라 건국공신 강태공의 강씨(姜氏)에서 분파한 성씨이다. 장한(章邯)은 기원전 진나라 말기, 하북(河北)의 진(秦)나라 주력부대의 장군이다. 인물로는 장쯔이(章子怡)가 있다.

## 莊
장(莊, 병음 : Zhuang)씨는 중국 초나라 장왕(莊王)의 후손이다. 장자(莊子)는 전국시대 송나라 출신의 사상가이다. 장교(莊蹻)는 초 장왕의 후손으로 초나라에 대항하여 반란을 일으켰다. 기타 회족 계통과 주(朱)씨에서 개성한 장씨가 있다고 한다.

## 같이 보기
- 張姓
- 章姓
- 莊姓
- 蔣姓